# Calestienne
La Calestienne est une région géologique de Belgique, débordant légèrement en territoire français, caractérisée par ses sols calcaires. 
Elle est souvent considérée comme étant une sous-région de la Fagne-Famenne bien que son sous-sol calcaire (essentiellement du Givétien) soit d'origine et d'époque antérieure. La Famenne (comme la Fagne) est constituée principalement de schistes formés lors du Dévonien supérieur alors que la Calestienne est composée de calcaires issus du Dévonien moyen. De fait, elle constitue la bordure sud de la Fagne-Famenne.

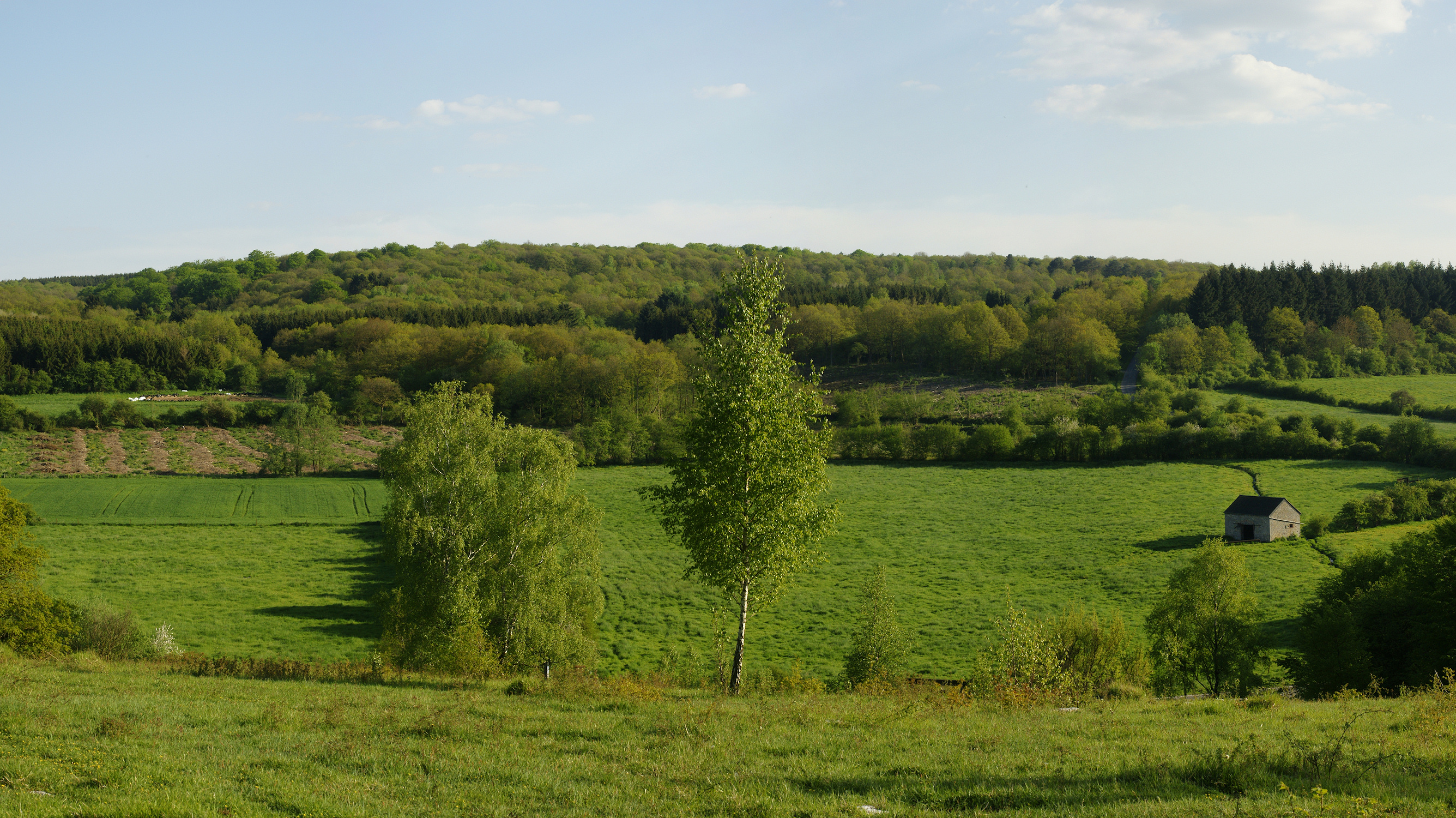
Paysage à Viroinval.

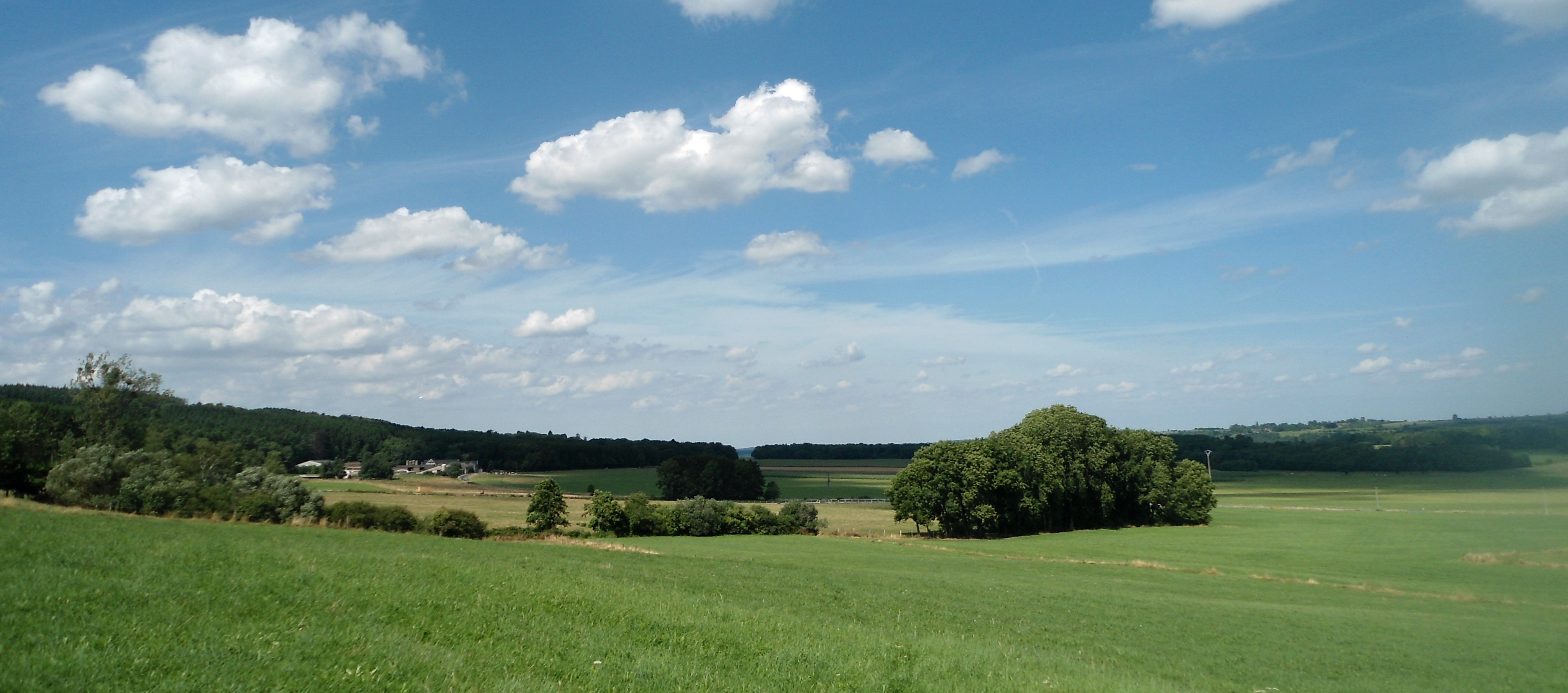
Les chantoir(e)s de Pironbœuf entre Harzé et Xhoris.

## Description
En plus de la richesse de la végétation calcicole, il faut signaler la valeur paysagère particulière des formations calcaires : les affleurements calcaires sont visibles via les collines et les phénomènes d'érosion karstique (ou érosion de roches solubles) via les grottes et les fondris.
La plupart des calcaires, lorsqu'ils sont exposés à l'air, perdent peu à peu par oxydation lente le pigment charbonneux auquel ils doivent souvent leur teinte foncée (pierres bleues). Ils acquièrent ainsi une patine très claire ce qui, dans les paysages, les fait apparaître sous la forme de rochers blancs en contraste marqué par rapport à la verdure des forêts voisines.
La destruction des roches calcaires par les agents atmosphériques consiste en une dislocation mécanique combinée à une attaque chimique des eaux (ou érosion karstique). Les calcaires ont la propriété de se dissoudre lentement sous l'action des eaux chargées de CO2, ce qui provoque l'élargissement des fissures et rend les masses rocheuses extrêmement perméables. La plus grande partie des eaux de pluie pénètre dans la roche. Cela explique l'existence, en région calcaire, de multiples escarpements, falaises, parois, aiguilles et collines ainsi que de nombreux phénomènes d'érosion karstique spectaculaires en profondeur causés par le passage des eaux souterraines (chantoir(e)s, trous et grottes : grottes de Hotton, grottes de Remouchamps, grottes de Neptune à Petigny, grottes de Han-sur-Lesse, vallon des Chantoirs à Deigné, fondry des Chiens à Nismes, …).

## Étymologie
Le mot « Calestienne » tirerait son nom du néerlandais kalksteen (signifiant « calcaire »), lui-même composé du mot latin calx (« chaux ») et du germanique steen (« pierre »). Selon certains habitants de Nismes[Qui ?], l'origine du nom viendrait plutôt de cales qui signifie « calcaire » et tienne qui signifie « colline » en wallon.

## Géographie

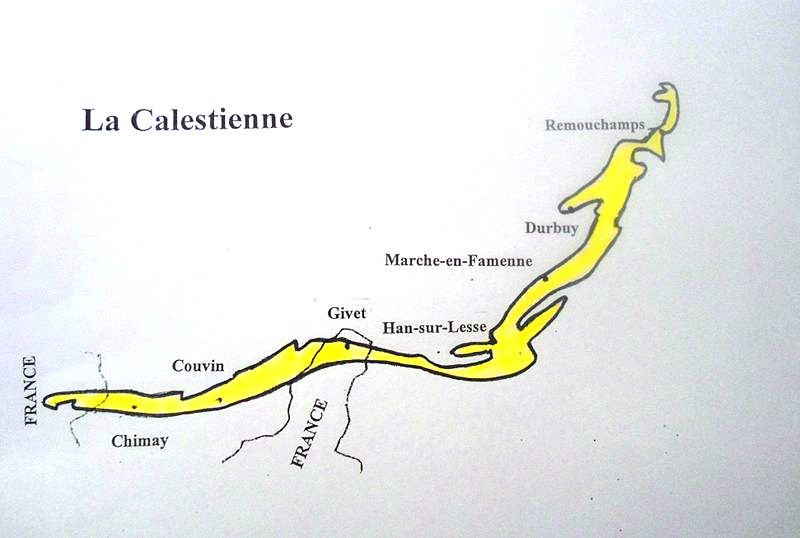
La Calestienne.

La Calestienne est une bande étroite de 2 à 10 km de large et de 130 km de long. En raison de la forme de son territoire, on parle souvent du serpent de la Calestienne. 
Débutant aux environs de Louveigné au Vallon des Chantoirs en Belgique et s'étendant vers le sud-ouest puis l'ouest en passant par Barvaux-sur-Ourthe, Durbuy, Hotton, Marche-en-Famenne et Rochefort, elle se prolonge en France dans la pointe de Givet, poursuit en Belgique par Couvin et Chimay pour se terminer dans le secteur de Fourmies et Wallers-en-Fagne où sa terminaison périclinale est marquée par la réserve naturelle du Mont de Baives (site très connu des botanistes pour sa flore). 
Elle recouvre au nord une bonne partie de la Fagne et de la Famenne, à l'ouest le Condroz et au sud et à l'est une partie de l'Ardenne. La Calestienne se caractérise par un relief marqué et la présence dans le sol de massifs calcaires coralliens mis en place dans les mers chaudes de l'ère primaire au Dévonien moyen (c'est-à-dire il y a ± 395 millions d'années, à une époque où une mer tropicale recouvrait cette région).
Bien que ne faisant pas partie intégrante de la Calestienne, d'autres bandes calcaires plus petites formées à la même époque du Dévonien moyen s'étendent à partir d'un territoire proche de la Calestienne. Parmi ces bandes, les trois plus importantes sont : 
- une longue bande d'environ 40 kilomètres, souvent assez étroite, allant de Chaudfontaine à Raeren en longeant une partie de la vallée de la Vesdre inférieure, passant par Verviers et Eupen et se prolongeant en Allemagne ;
- une deuxième bande, beaucoup plus courte (environ 5 kilomètres) reliant La Reid à Polleur, et ;
- une troisième bande allant de Heer-Agimont, dans la vallée de la Meuse, à Cerfontaine en passant par le sud de Philippeville sur une distance d'une trentaine de kilomètres et une largeur moyenne plus conséquente de plus ou moins 5 kilomètres.

### Climat
Le climat de la région est très spécifique, et la réfraction thermique due aux roches calcaires explique la présence alternée de bancs de brume très denses, créés par l'évaporation de l'eau contenue dans le sous-sol, et de passages fort ensoleillés. Il explique également l'existence d'orchidées rares dans certaines vallées.

### Faune et flore
On trouve en Calestienne le gros-bec casse-noyaux, le bruant jaune, le bouvreuil pivoine, le milan royal, l'épervier d'Europe, la chouette hulotte, le hibou grand-duc, l'alouette lulu, le rossignol philomèle, le loriot d'Europe, le grimpereau des jardins, la fauvette babillarde, le tarier pâtre, la pie-grièche écorcheur, le busard Saint-Martin, la buse variable, le Pic noir, le coucou gris et la perdrix grise.
La région doit surtout sa renommée aux pelouses sèches sur calcaire aux versants sud des collines ; celles-ci fournissent les meilleures emplacements pour des orchidées sauvages et autres plantes calcicoles rares en Belgique, comme la gymnadénie moucheron, la platanthère à deux feuilles, la platanthère verdâtre, la globulaire commune, l'orchis bouc, l'orchis homme pendu, l'ophrys frelon, l'ophrys mouche, la petite pimprenelle, la digitale jaune, l'hélianthème jaune, le dompte-venin, la germandrée petit-chêne, le cirse acaule, le genêt des teinturiers, l'origan, le genêt ailé, le buplèvre en faux, la mélique ciliée la Colchique jaune et la gentiane d'Allemagne.
Dans la catégorie des arbres et arbrisseaux, on trouve : le prunellier, le nerprun purgatif, le cornouiller sanguin, le cornouiller mâle, le sureau hièble, la viorne mancienne, le fusain d'Europe, l'érable champêtre, la clématite des haies et le gui.

### Localités
D'ouest en est puis du sud au nord, la bande de la Calestienne traverse entièrement ou partiellement les villes, villages ou hameaux suivants de deux départements français et de trois provinces belges :

#### Département du Nord (France)
- Wallers-en-Fagne
- Baives

#### Province de Hainaut (Belgique)
- Macon
- Bailièvre
- Robechies
- Salles
- Villers-la-Tour
- Saint-Remy
- Chimay
- Bourlers
- Virelles
- Vaulx
- Lompret

#### Province de Namur (1) (Belgique)
- Dailly
- Pesche
- Boussu-en-Fagne
- Frasnes-lez-Couvin
- Couvin
- Petigny
- Nismes
- Fagnolle
- Dourbes
- Olloy-sur-Viroin
- Vierves-sur-Viroin
- Matagne-la-Petite
- Treignes
- Mazée
- Niverlée
- Romerée
- Gimnée
- Doische
- Vaucelles

#### Département des Ardennes (France)
- Vireux-Molhain
- Foisches
- Givet
- Fromelennes

#### Province de Namur (2) (Belgique)
- Dion
- Beauraing
- Pondrôme
- Revogne

#### Province de Luxembourg (1) (Belgique)
- Wellin

#### Province de Namur (3) (Belgique)
- Ave-et-Auffe
- Han-sur-Lesse
- Wavreille
- Rochefort
- Jemelle

#### Province de Luxembourg (2) (Belgique)
- On
- Hargimont
- Humain
- Waha
- Marche-en-Famenne
- Marenne
- Bourdon
- Ménil-Favay
- Hotton
- Ny
- Oppagne
- Durbuy
- Barvaux-sur-Ourthe
- Wéris
- Ozo
- Izier
- Heyd
- Aisne
- Bomal
- Tohogne
- Verlaine-sur-Ourthe

#### Province de Liège (Belgique)
- Sy
- Vieuxville
- Ferrières
- My
- Filot
- Hamoir
- Xhignesse
- Xhoris
- Awan
- Harzé
- Kin
- Aywaille
- Remouchamps
- Sécheval
- Hotchamps
- Deigné
- Adzeux
- Louveigné
- Blindef
- Sendrogne
- Banneux
- Andoumont
- Gomzé

Parmi ces villages en pierre calcaire de la Calestienne ou proches de celle-ci, sept sont repris dans la liste des plus beaux villages de Wallonie : Lompret, Fagnolle, Vierves-sur-Viroin, Sohier, Ny, Wéris et My.

## Principaux phénomènes d'érosion ou de formation karstique
De Deigné à Wallers-en-Fagne :
- le Vallon des Chantoirs autour de Deigné
- les Grottes de Remouchamps et la rivière souterraine le Rubicon (issue du vallon des Chantoirs)
- la ligne des chantoirs d'Aywaille à Izier (chantoirs de Dieupart, Kin, Niaster, Harzé, Pironboeuf, Xhoris, Insegotte, Ville, Ferrières, Fermine et Izier)
- la grotte du Chalet à Aywaille
- le Vallon de Bléron (vallée sèche, exsurgence, tuf calcaire et gours) à Xhoris
- la grotte du Renard à Malacord (Ferrières)
- la perte et la résurgence de la Lembrée de My à Vieuxville
- le ravin de Sy (vallée sèche) et les rochers de Sy
- la grotte le Trou des Nutons à Verlaine-sur-Ourthe
- la grotte le Trou des Nutons et la grotte du Coléoptère à Bomal
- la ligne des chantoirs de Morville, Wéris et Wénin
- la grotte de Bohon et le rocher de l'anticlinal de Durbuy
- la perte et la résurgence de l'Isbelle à Hotton
- la grotte de la Porte d'Aïve et les Grottes de Hotton à Hotton
- la ligne des chantoirs de Marenne à Verdenne
- le Fond des Vaulx (grottes et chantoirs, gouffre le Trotti aux Fosses) à Marche-en-Famenne
- le gouffre de Belvaux, les grottes de Han et le parcours souterrain de la Lesse, la grotte du Père Noël à Han-sur-Lesse
- la grotte de Lorette à Rochefort
- le rocher de l'anticlinal de la Cluse du Ry d'Ave
- la grotte de Nichet à Fromelennes
- la grotte de la Chauve-Souris à Vaucelles
- le fondry des Chiens, le fondry Matricolo, la Roche à Lomme, la Montagne-aux-Buis et la Roche Trouée à Viroinval
- les tiennes, collines calcaires, principalement entre Dourbes et Petigny
- les grottes de Neptune à Petigny
- la caverne de l'Abîme à Couvin

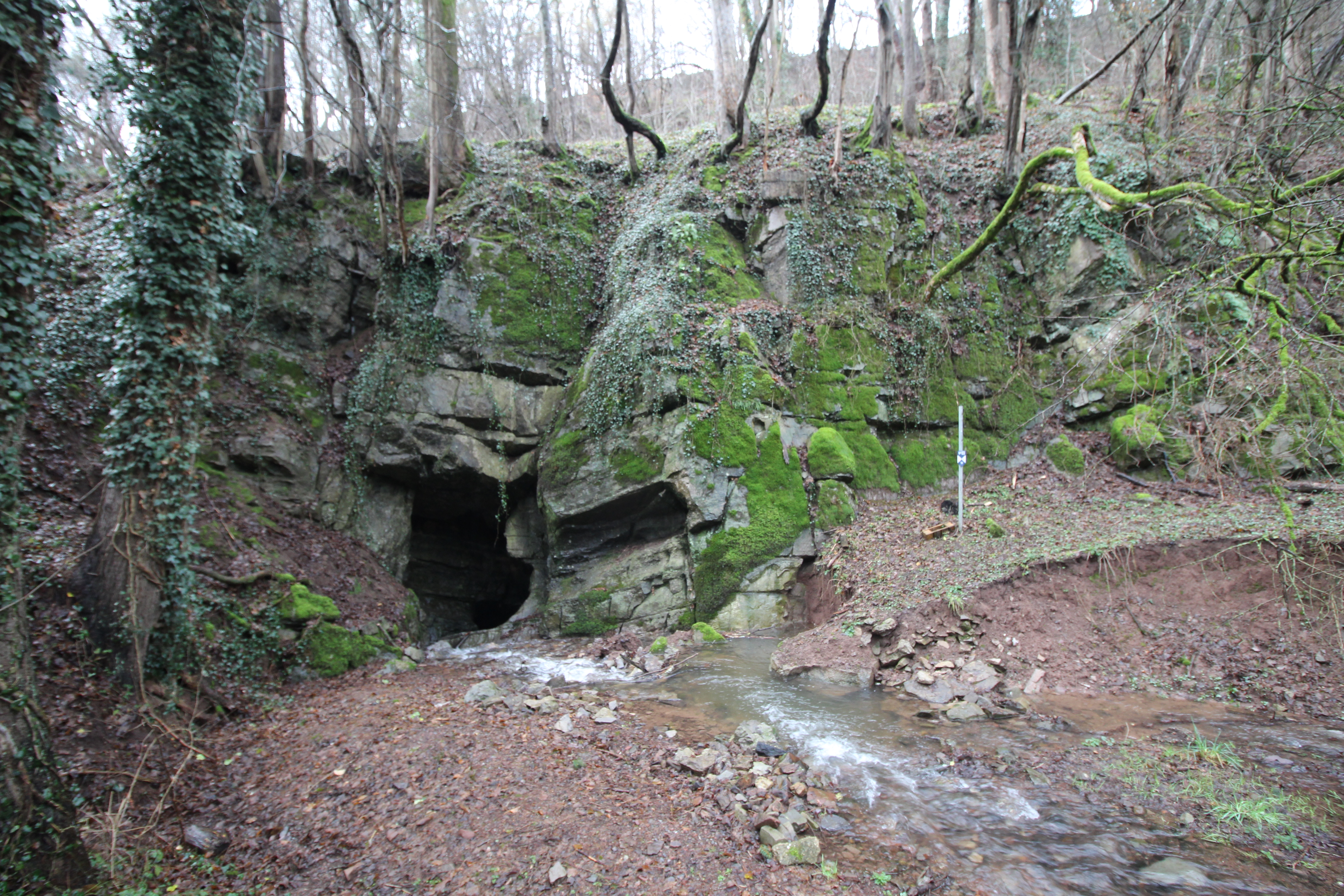
Chantoir de Sécheval (Vallon des Chantoirs)
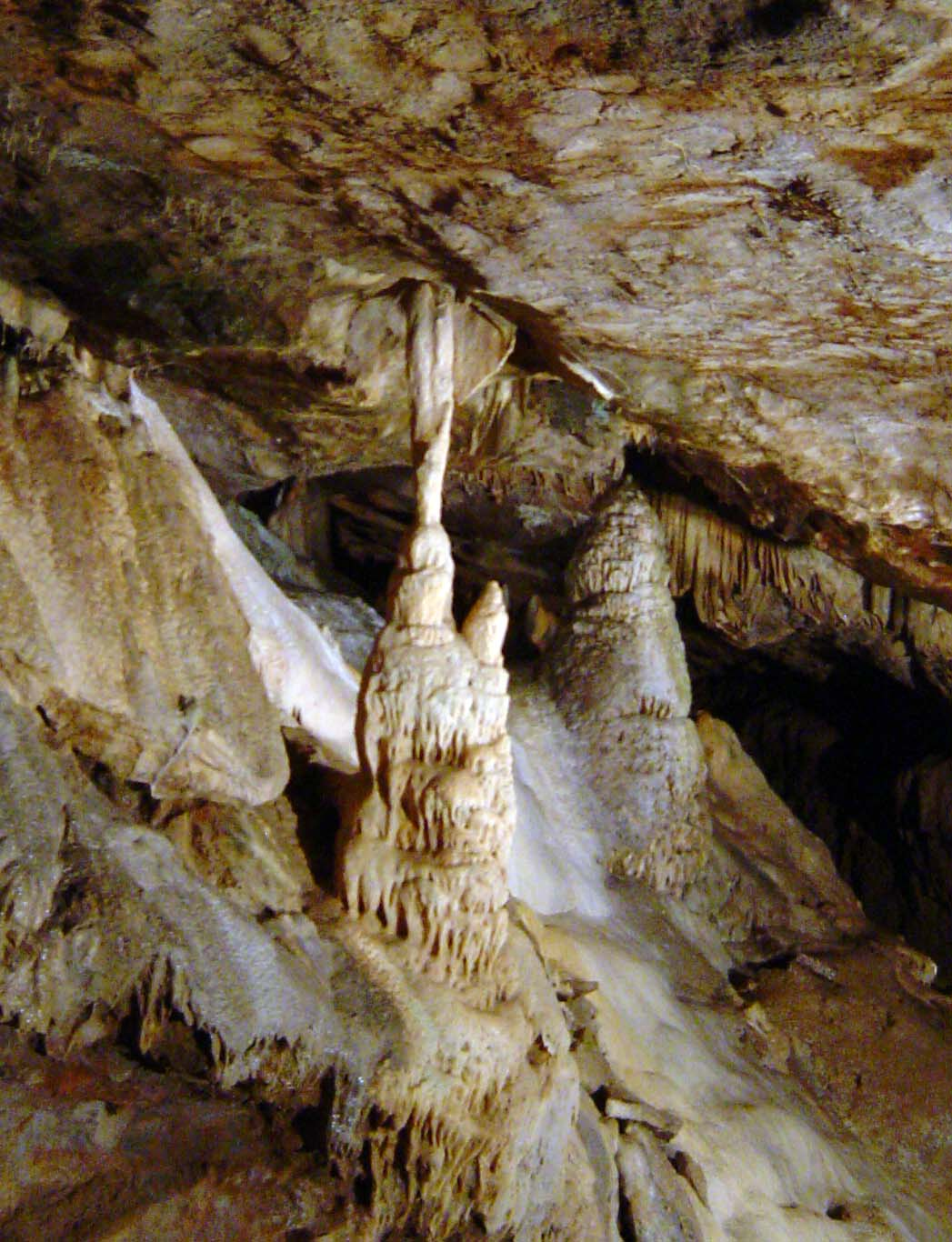
Grottes de Remouchamps
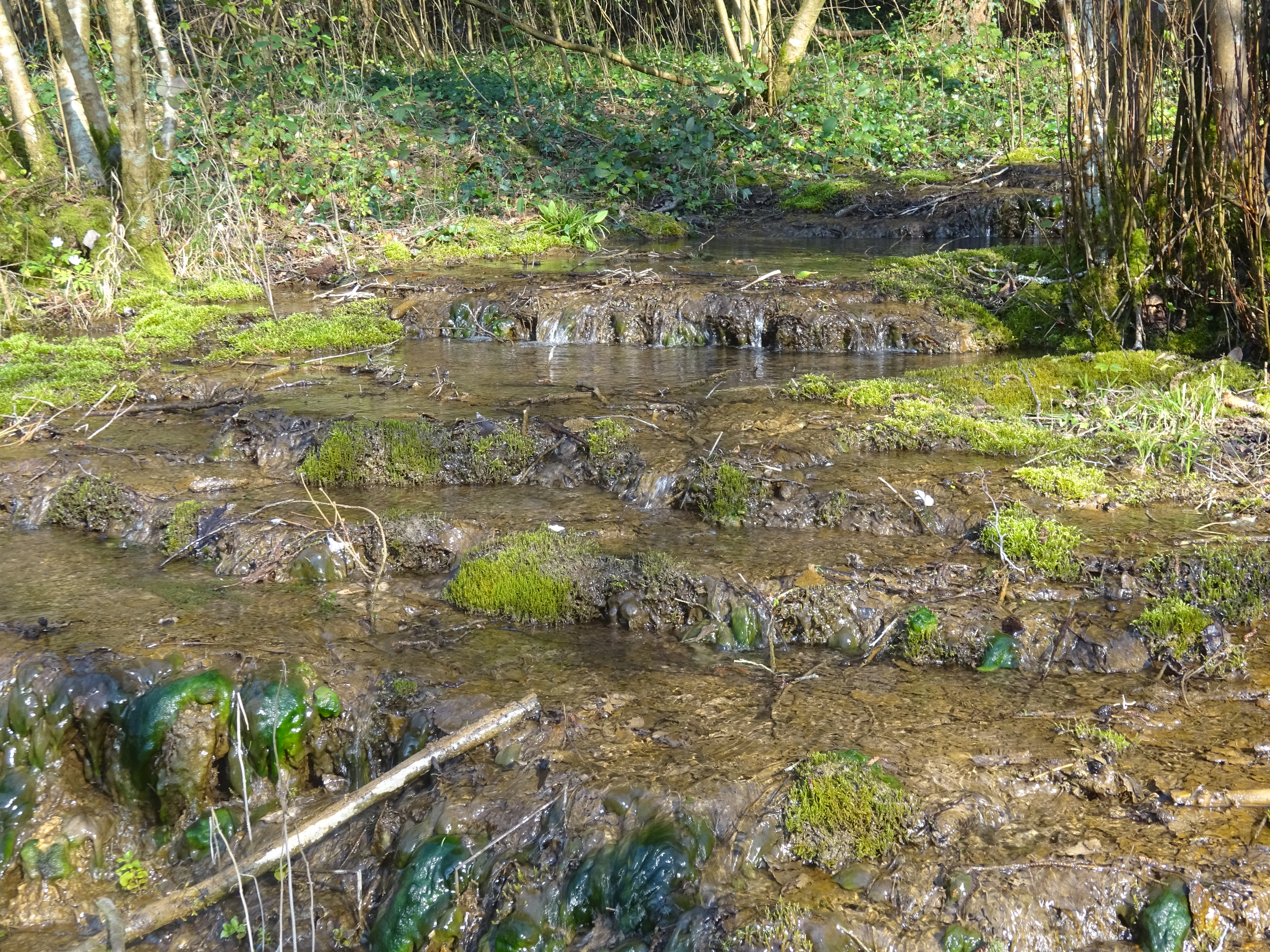
Tuf calcaire et gours du Vallon de Bléron
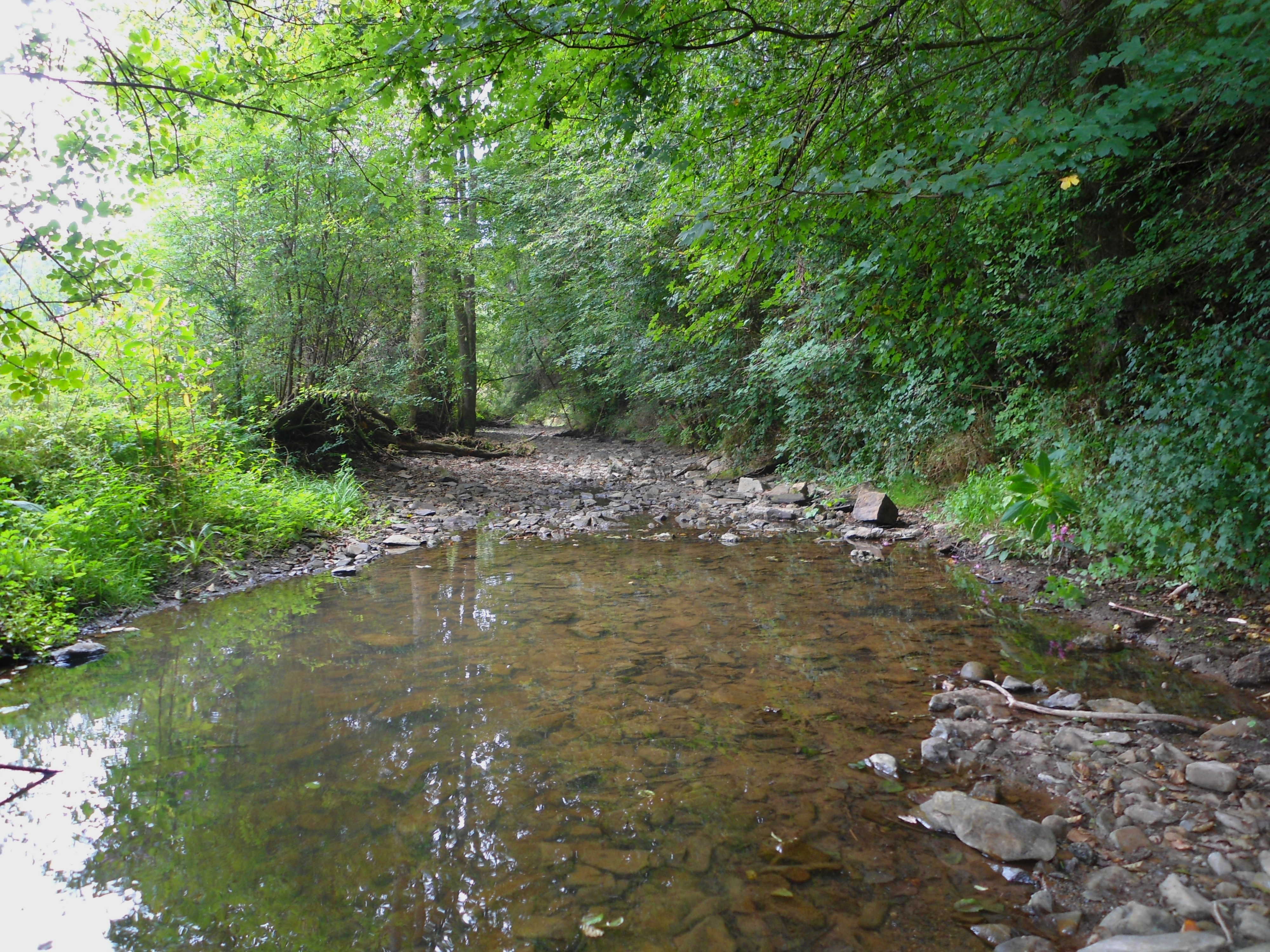
Perte de la Lembrée à My.
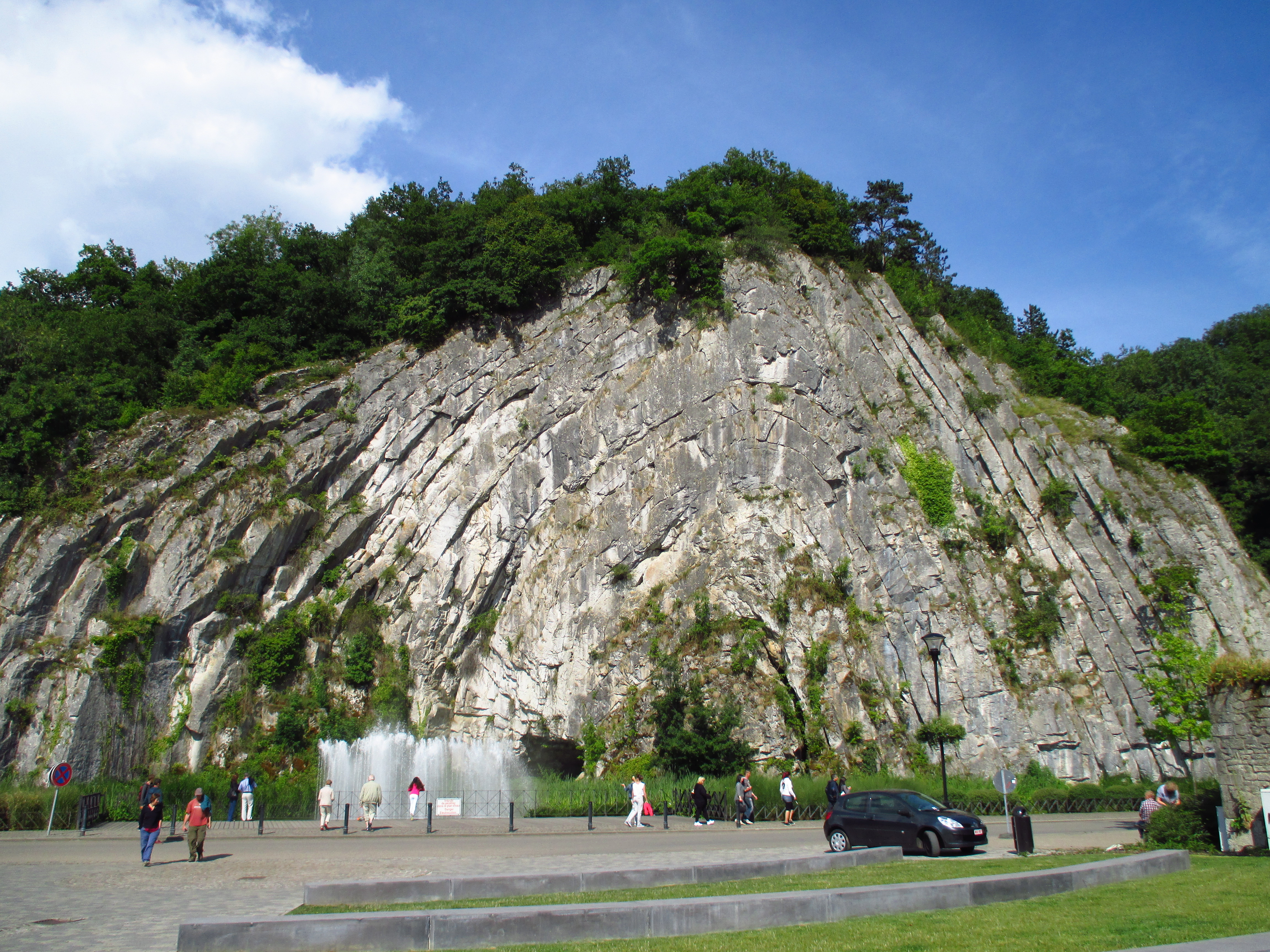
Anticlinal de Durbuy
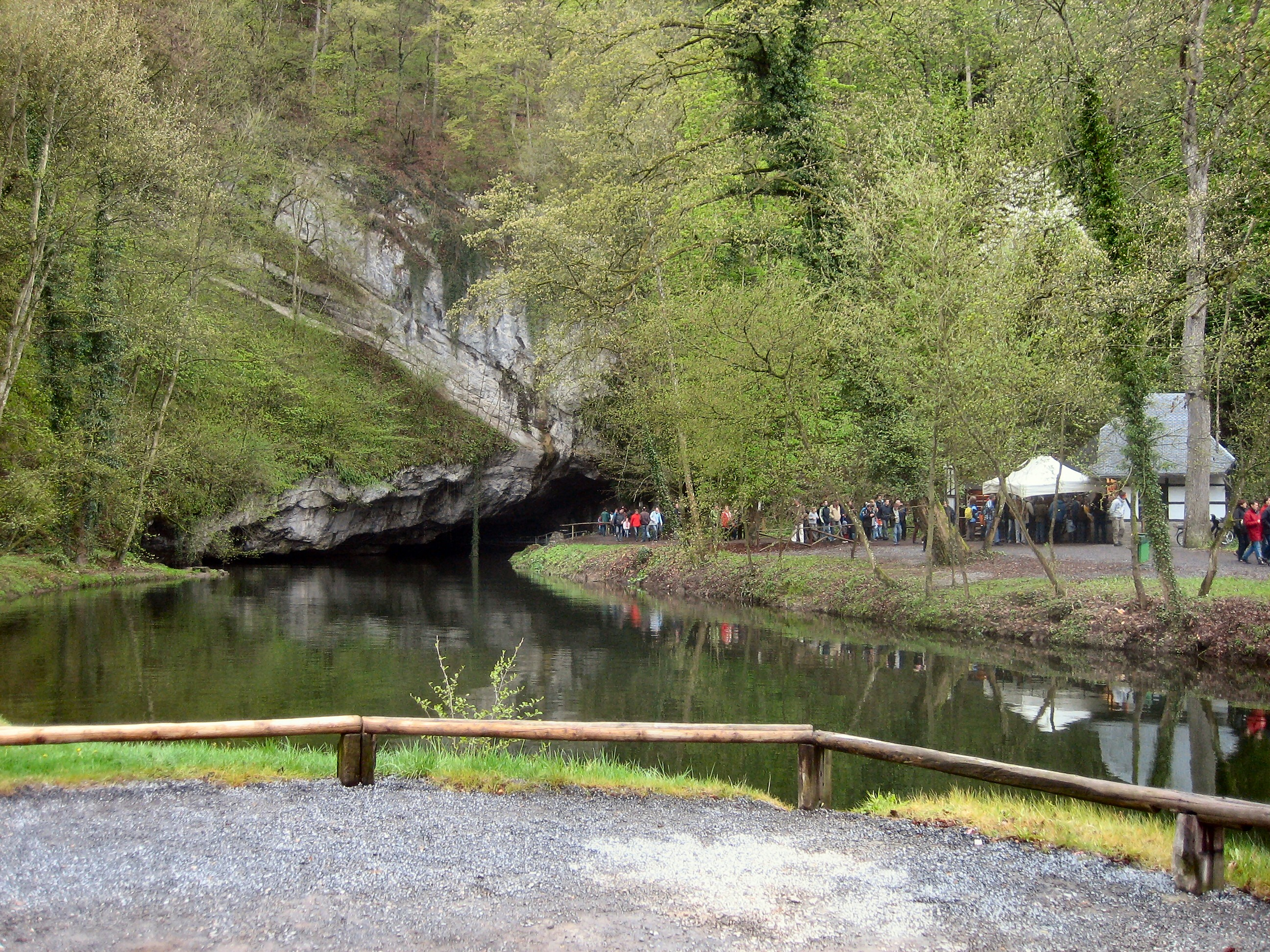
La Lesse à la sortie des grottes de Han.
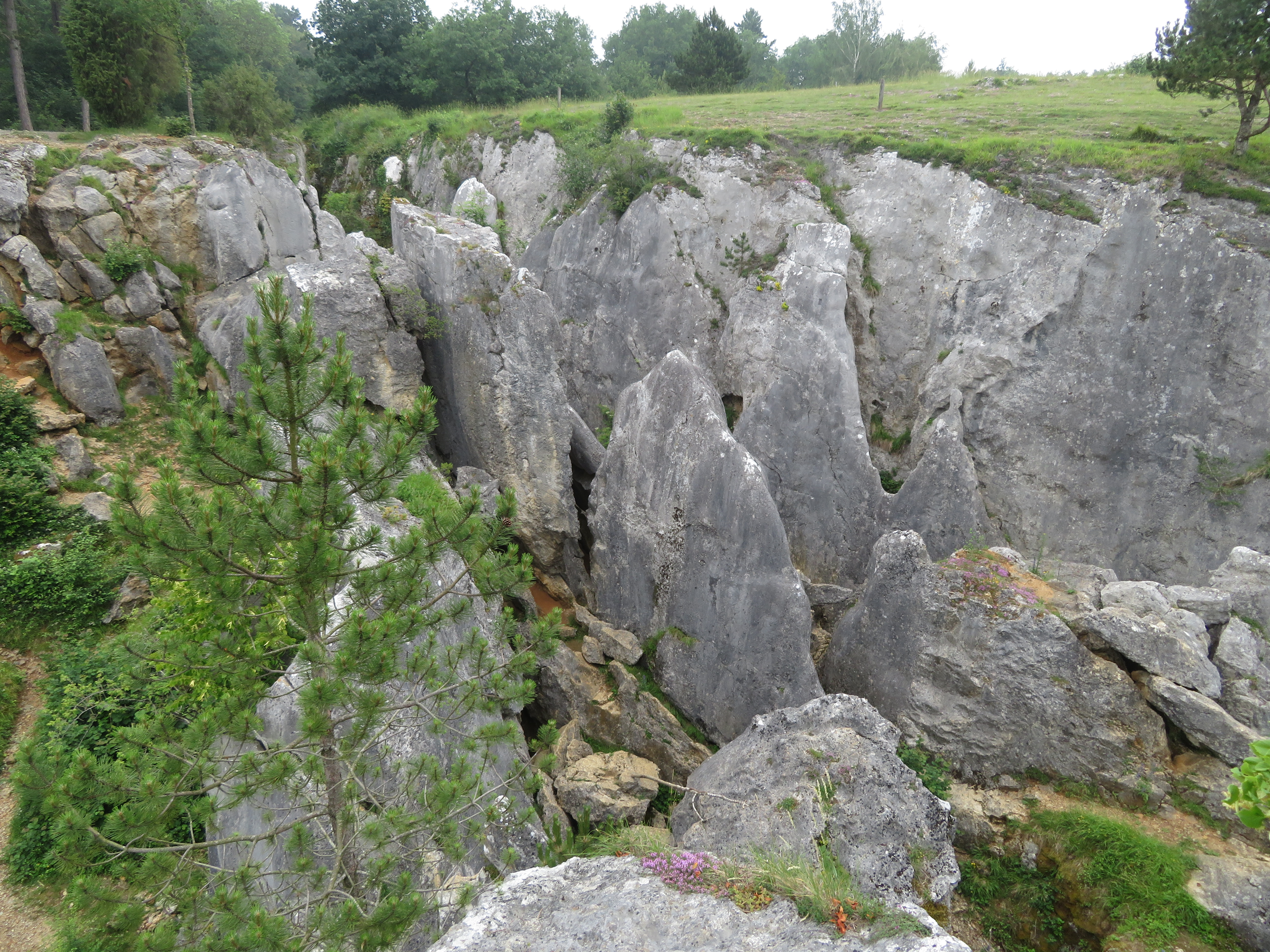
Le Fondry des Chiens.
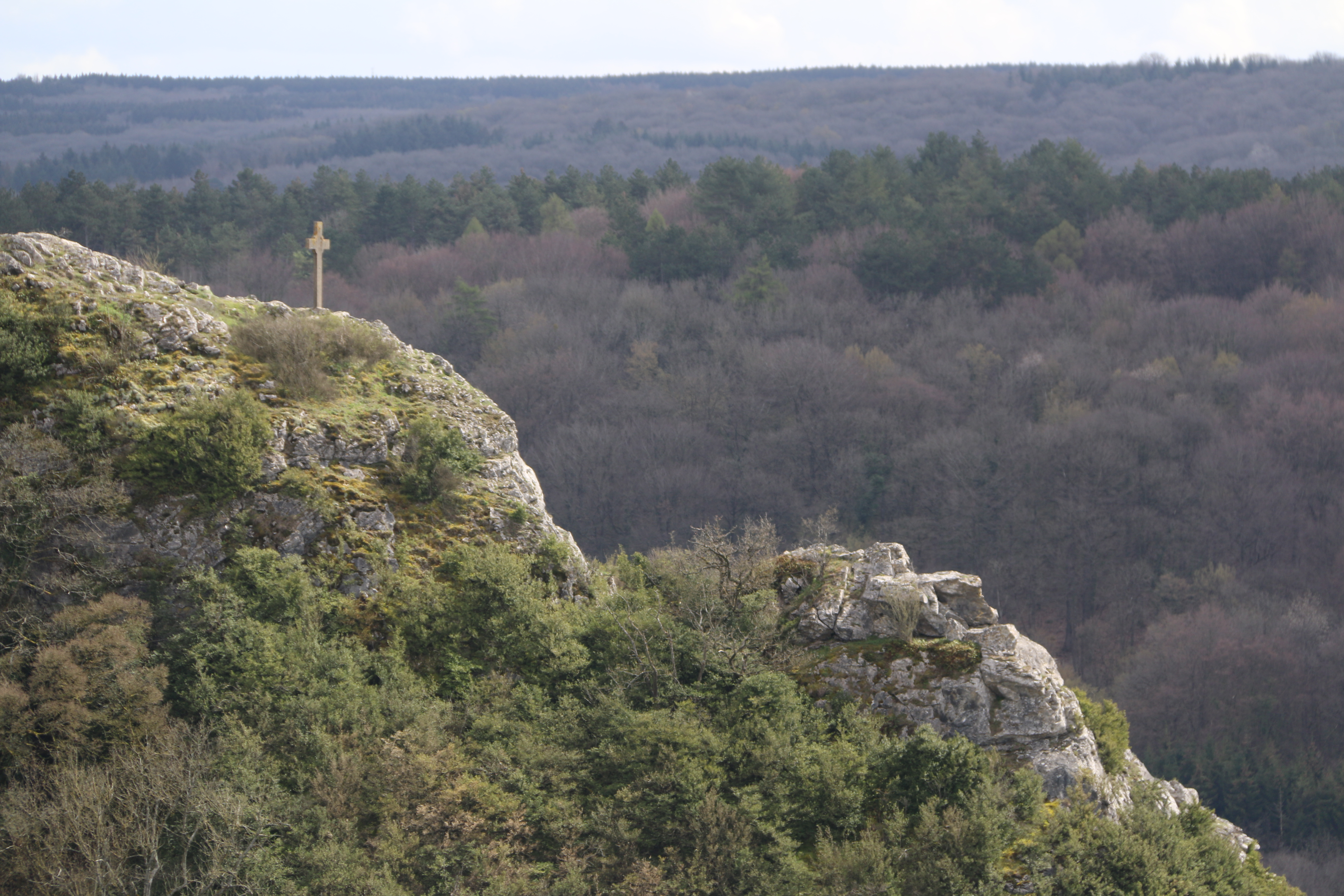
Roche à Lomme.
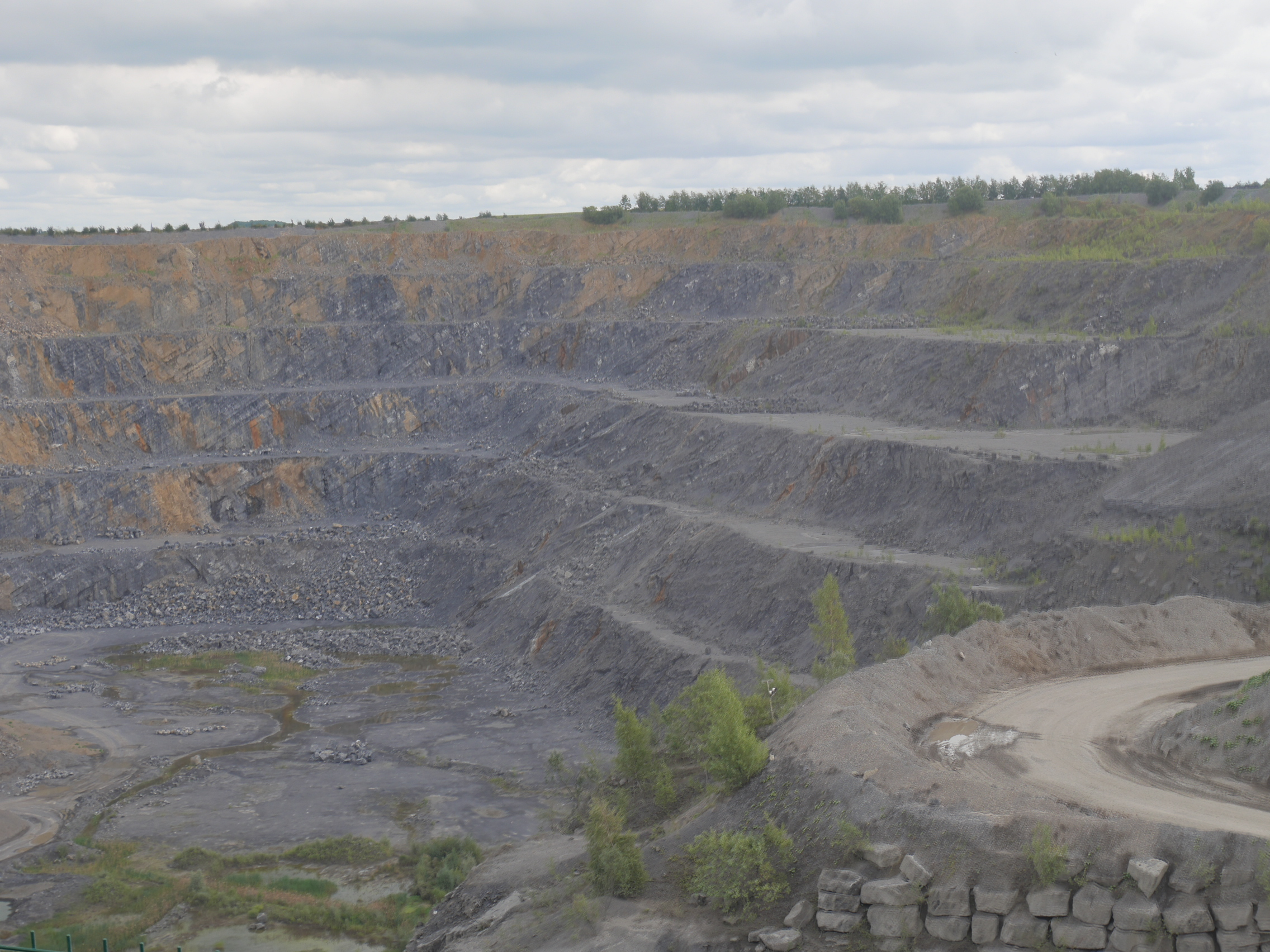
Carrière de Wallers-en-Fagne.

## Exploitation
Plusieurs carrières de pierre calcaire sont ou ont été exploitées en Calestienne. On peut citer les sites de Préalle à Aisne (Heyd), de Marenne, Hampteau, Jemelle, Ave-et-Auffe, Wellin, Foisches, Frasnes-lez-Couvin, Lompret et Wallers-en-Fagne.

## Reconnaissance
En 2015, une partie de la Calestienne située autour des grottes de Han est proposée au label Géoparc soutenu par l'UNESCO . En 2018, la partie centrale de la Calestienne comprenant les communes de Beauraing, Durbuy, Hotton, Marche-en-Famenne, Nassogne, Rochefort, Tellin et Wellin est officiellement reconnue sous le terme Geopark Famenne-Ardenne. La Calestienne qui est la cause-même de la création de ce géoparc n'entre donc pas dans sa dénomination.